# Giovanni Speranza
Giovanni Speranza (* 6. März 1982 in Gießen) ist ein italienischer Fußballspieler. Er ist offensiver Mittelfeldspieler.

## Karriere
Speranza spielte in der Jugend bei Eintracht Frankfurt. Nach Jahren in der zweiten Mannschaft von Eintracht Frankfurt, in denen er in der Saison 2001/02 auch zweimal in der ersten Mannschaft zum Einsatz kam, und bei Mainz 05 wechselte er 2005 zu Slawia Sofia und ein Jahr später in die dritte italienische Liga zu Monza Calcio. Der SV Waldhof Mannheim nahm Speranza im Winter 2007 bis zum Ende der Saison 2008/09 in seinen Kader auf. In dieser Zeit absolvierte er 42 Spiele für den SV Waldhof. 2009 wechselte er zum slowakischen Erstligisten DAC Dunajská Streda, da er noch einmal in einer höherklassigen Liga spielen wollte. Nach sieben Monaten verließ Speranza den Verein, nachdem für einige Monate kein Gehalt gezahlt worden war. Ab Januar 2011 spielte er für den vietnamesischen Erstligisten XM The Vissai Ninh Binh in der VDQG Eximbank League, bei dem er einen Vertrag für eine weitere Saison hatte. Er wurde dort im offensiven Mittelfeld eingesetzt und war Stammspieler. 2012 wechselte er zum Erstligisten Kienlongbank Kien Giang, zu dessen Kader er in der Saison 2012/13 als Mittelfeldspieler gehörte. Seit 2013 spielte er beim vietnamesischen Zweitligisten Dak Lak. Dort war er auch in der Saison 2013/14 noch unter Vertrag und kam regelmäßig zum Einsatz. Für die Saison 2014 wurde Speranza weiterhin als Spieler von Dak Lak geführt.